# Brandon M. Easton
Pour les articles homonymes, voir Easton.
Brandon M. Easton (né à Baltimore) est un scénariste américain qui a travaillé pour la bande dessinée, l'animation et les séries télévisées.

## Publications
- Shadowlaw[2]
- Watson and Holmes # 6[3]
- Miles Away[4]
- Roboy #1 - #6[5]
- The Joshua Run #1 - #8[6]
- Arkanium[7]

## Filmographie

### Télévision
- 2016: Agent Carter: Monsters
- 2014: Transformers Rescue Bots: Tip of the Iceberg
- 2012: Thundercats: The Soul Sever